# Свободний міський округ
Свобо́дний міський округ (рос. Свободный городской округ) — адміністративна одиниця Свердловської області Російської Федерації.
Адміністративний центр та єдиний населений пункт — селище міського типу Свободний.
Населення міського округу становить 8915 осіб (2018; 8198 у 2010, 9667 у 2002).